# 63e Primetime Emmy Awards
De 63e Primetime Emmy Awards, waarbij prijzen werden uitgereikt in verschillende categorieën voor de beste Amerikaanse televisieprogramma's die in primetime werden uitgezonden tussen 1 juni 2010 en 31 mei 2011, vond plaats op 18 september 2011 in het Nokia Theatre in Los Angeles. De ceremonie werd gepresenteerd door Jane Lynch.
De nominaties werden op 14 juli bekendgemaakt door Melissa McCarthy en Joshua Jackson in het Leonard H. Goldenson Theatre in Hollywood.

## Winnaars en genomineerden
De winnaars staan bovenaan in vet lettertype. Vermeld zijn de categorieën die werden uitgereikt tijdens de televisie-uitzending.
| Dramaserie (Outstanding Drama Series)                                                                                | Komedieserie (Outstanding Comedy Series) |
| --- | --- |
| - Mad Men - Boardwalk Empire - Dexter - Friday Night Lights - Game of Thrones - The Good Wife                        | - Modern Family - 30 Rock - The Big Bang Theory - Glee - The Office - Parks and Recreation                                                      |
| Miniserie of televisiefilm (Outstanding Miniseries or Movie)                                                         | Variété-, muziek- of komedieshow (Outstanding Variety, Music or Comedy Series)                                                                  |
| - Downton Abbey - Cinema Verite - The Kennedys - Mildred Pierce - The Pillars of the Earth - Too Big to Fail         | - The Daily Show with Jon Stewart - The Colbert Report - Conan - Late Night with Jimmy Fallon - Saturday Night Live - Real Time with Bill Maher |
| Reality competitieprogramma (Outstanding Reality-Competition Program)                                                | |
| - The Amazing Race - American Idol - Dancing with the Stars - Project Runway - So You Think You Can Dance - Top Chef | |

### Acteurs

#### Hoofdrollen
| Mannelijke hoofdrol in een dramaserie (Outstanding Lead Actor in a Drama Series) | Vrouwelijke hoofdrol in een dramaserie (Outstanding Lead Actress in a Drama Series) |
| --- | --- |

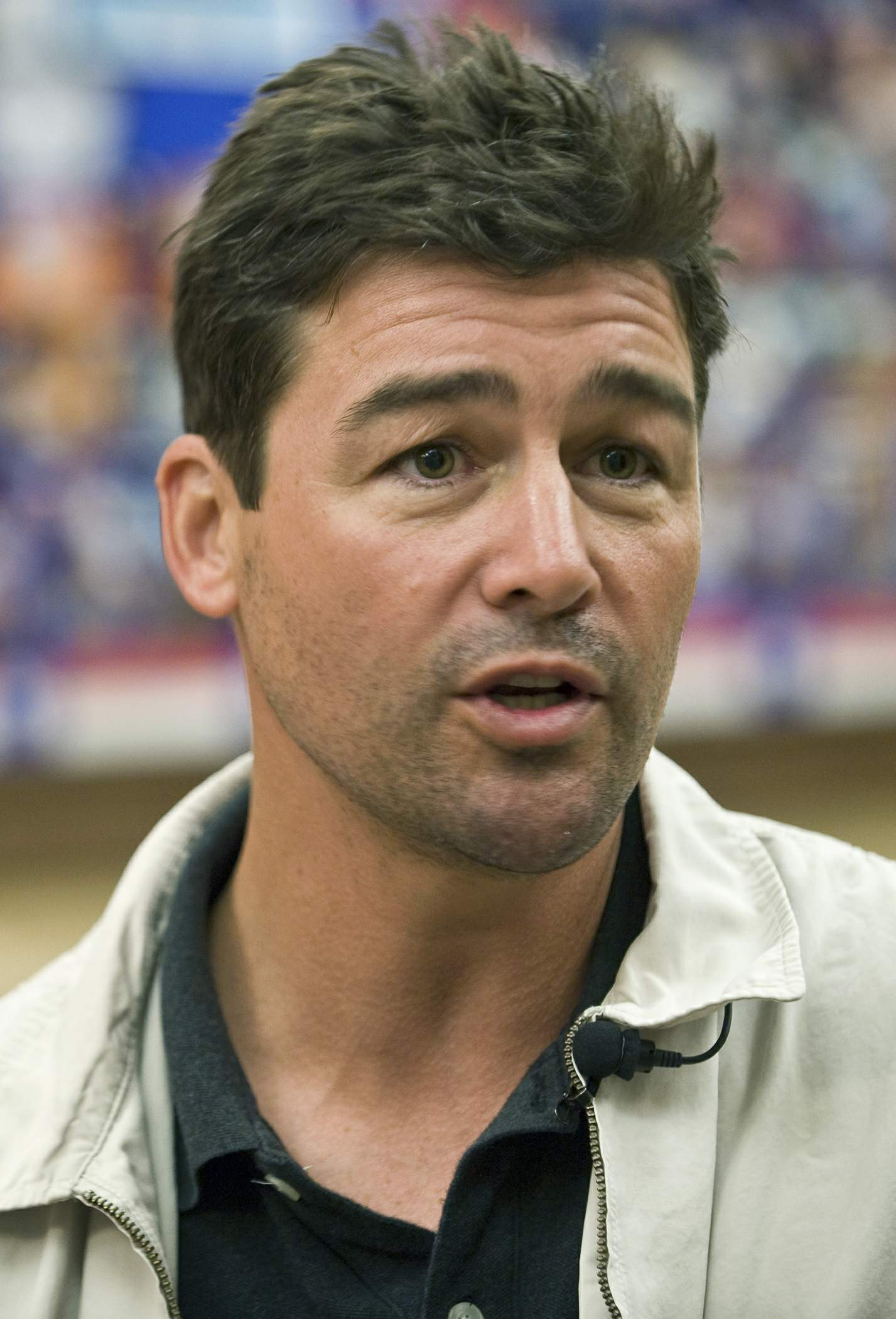
Kyle Chandler (Friday Night Lights), winnaar mannelijke hoofdrol in een dramaserie

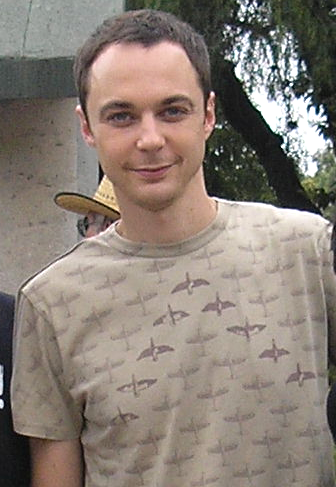
Jim Parsons (The Big Bang Theory), winnaar mannelijke hoofdrol in een komomedieserie

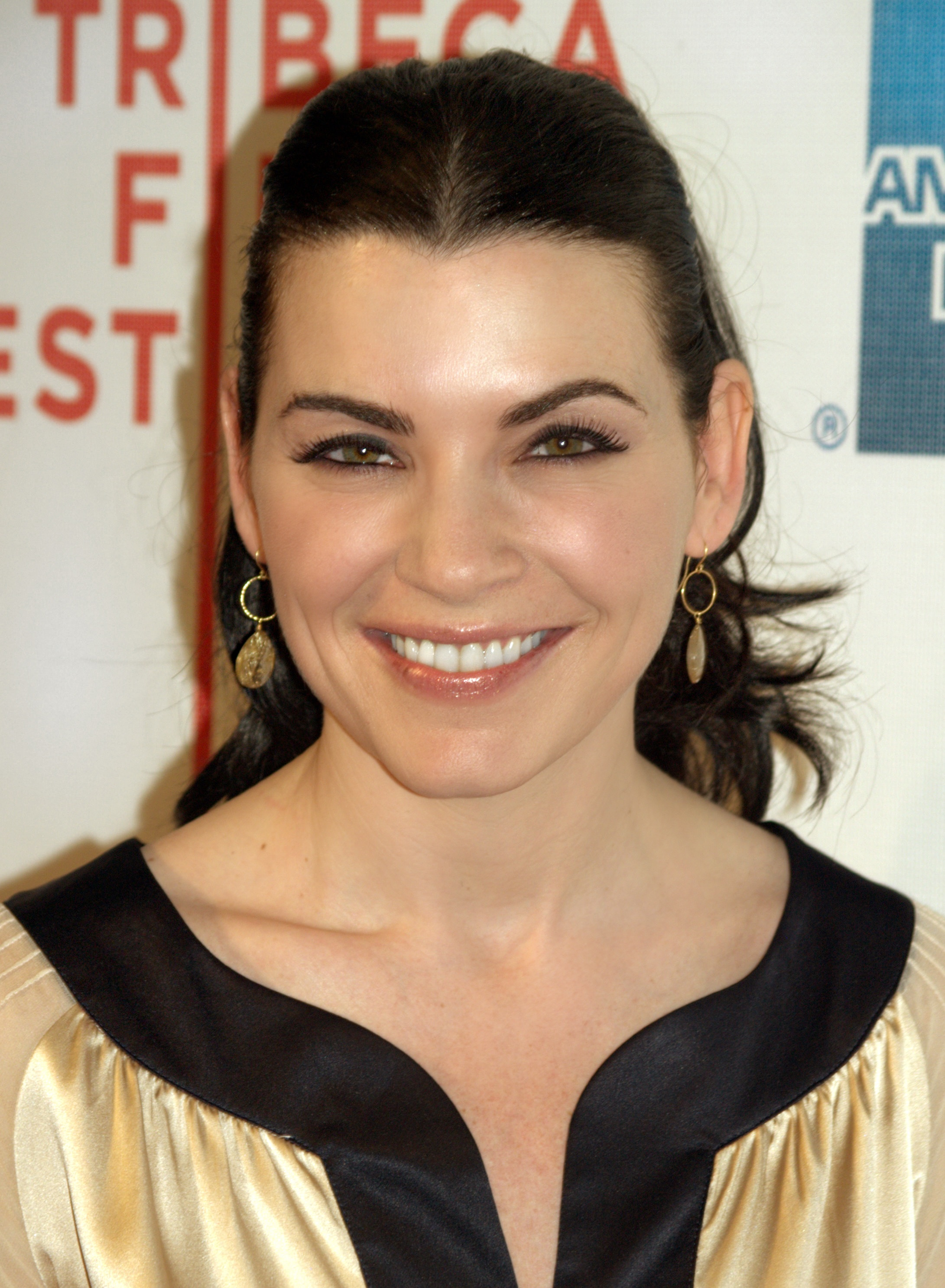
Julianna Margulies (The Good Wife), winnaar vrouwelijke hoofdrol in een dramaserie

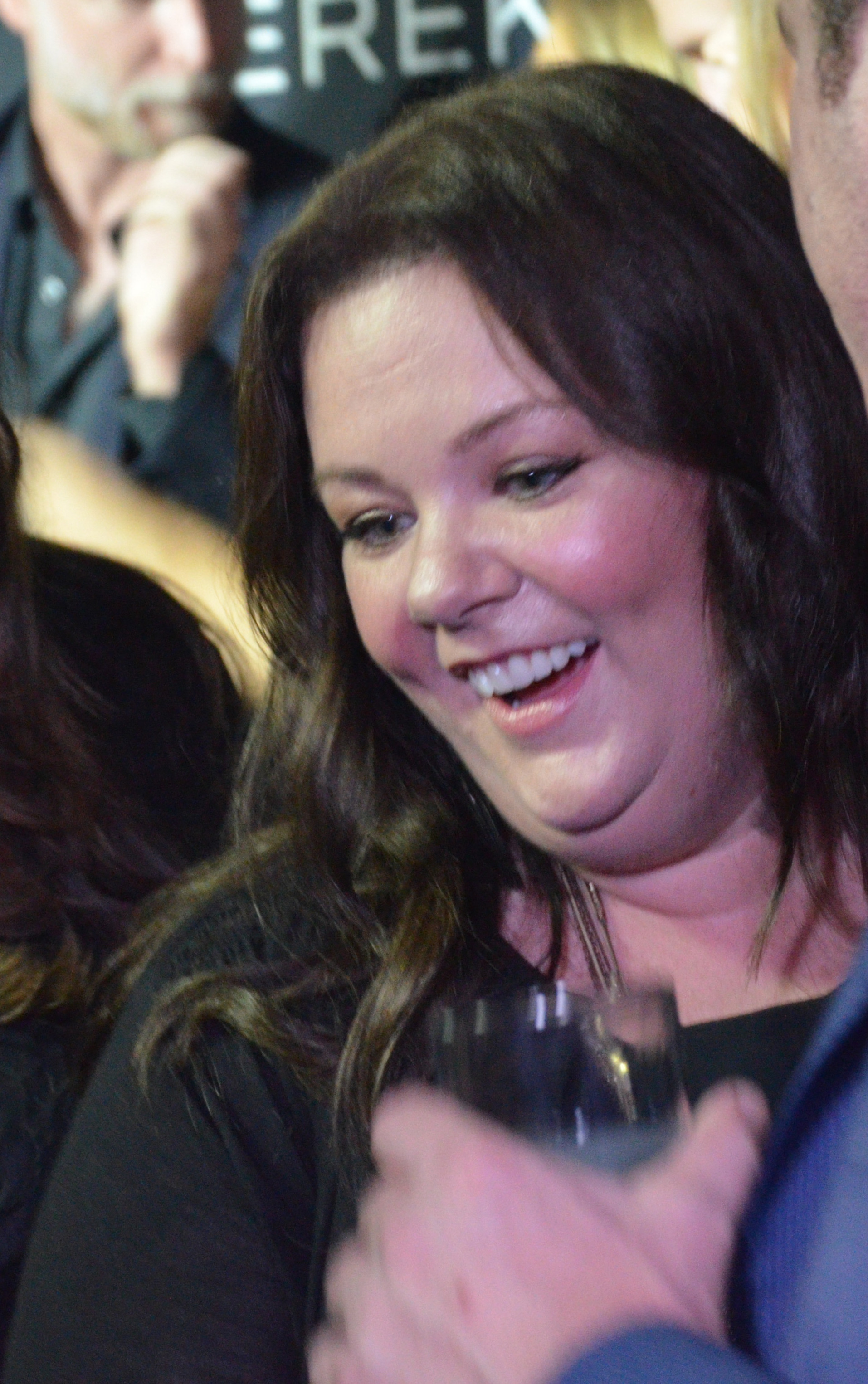
Melissa McCarthy (Mike & Molly), winnaar vrouwelijke hoofdrol in een komedieserie

| - Kyle Chandler als Eric Taylor – Friday Night Lights - Steve Buscemi als Nucky Thompson – Boardwalk Empire - Michael C. Hall als Dexter Morgan – Dexter - Jon Hamm als Don Draper – Mad Men - Hugh Laurie als Gregory House – House - Timothy Olyphant als Raylan Givens – Justified  | - Julianna Margulies als Alicia Florrick – The Good Wife - Kathy Bates als Harriet Korn – Harry's Law - Connie Britton als Tami Taylor – Friday Night Lights - Mireille Enos als Sarah Linden – The Killing - Mariska Hargitay als Olivia Benson – Law & Order: Special Victims Unit - Elisabeth Moss als Peggy Olson – Mad Men |
| Mannelijke hoofdrol in een komedieserie (Outstanding Lead Actor in a Comedy Series) | Vrouwelijke hoofdrol in een komedieserie (Outstanding Lead Actress in a Comedy Series) |
| - Jim Parsons als Sheldon Cooper – The Big Bang Theory - Alec Baldwin als Jack Donaghy – 30 Rock - Louis C.K. als Louie – Louie - Steve Carell als Michael Scott – The Office - Johnny Galecki als Leonard Hofstadter – The Big Bang Theory - Matt LeBlanc als Matt LeBlanc – Episodes | - Melissa McCarthy als Molly Flynn – Mike & Molly - Edie Falco als Jackie Peyton – Nurse Jackie - Tina Fey als Liz Lemon – 30 Rock - Laura Linney als Cathy Jamison – The Big C - Martha Plimpton als Virginia Chance – Raising Hope - Amy Poehler als Leslie Knope – Parks and Recreation                                      |
| Mannelijke hoofdrol in een miniserie of televisiefilm (Outstanding Lead Actor in a Miniseries or a Movie) | Vrouwelijke hoofdrol in een miniserie of televisiefilm (Outstanding Lead Actress in a Miniseries or a Movie) |
| - Barry Pepper als Bobby Kennedy – The Kennedys - Idris Elba als John Luther – Luther - Laurence Fishburne als Thurgood Marshall – Thurgood - William Hurt als Henry Paulson – Too Big to Fail - Greg Kinnear als John F. Kennedy – The Kennedys - Édgar Ramírez als Carlos – Carlos   | - Kate Winslet als Mildred Pierce – Mildred Pierce - Taraji P. Henson als Tiffany Rubin – Taken From Me: The Tiffany Rubin Story - Diane Lane als Patricia Loud – Cinema Verite - Jean Marsh als Rose Buck – Upstairs, Downstairs - Elizabeth McGovern als Cora Crawley – Downton Abbey                                         |

#### Bijrollen
| Mannelijke bijrol in een dramaserie (Outstanding Supporting Actor in a Drama Series) | Vrouwelijke bijrol in een dramaserie (Outstanding Supporting Actress in a Drama Series) |
| --- | --- |
| - Peter Dinklage als Tyrion Lannister – Game of Thrones - Andre Braugher als Owen – Men of a Certain Age - Josh Charles als Will Gardner – The Good Wife - Alan Cumming als Eli Gold – The Good Wife - Walton Goggins als Boyd Crowder – Justified - John Slattery als Roger Sterling – Mad Men        | - Margo Martindale als Mags Bennett – Justified - Christine Baranski als Diane Lockhart – The Good Wife - Michelle Forbes als Mitch Larsen – The Killing - Christina Hendricks als Joan Harris – Mad Men - Kelly Macdonald als Margaret Schroeder – Boardwalk Empire - Archie Panjabi als Kalinda Sharma – The Good Wife |
| Mannelijke bijrol in een komedieserie (Outstanding Supporting Actor in a Comedy Series) | Vrouwelijke bijrol in een komedieserie (Outstanding Supporting Actress in a Comedy Series) |
| - Ty Burrell als Phil Dunphy – Modern Family - Chris Colfer als Kurt Hummel – Glee - Jon Cryer als Alan Harper – Two and a Half Men - Jesse Tyler Ferguson als Mitchell Pritchett – Modern Family - Ed O'Neill als Jay Pritchett – Modern Family - Eric Stonestreet als Cameron Tucker – Modern Family | - Julie Bowen als Claire Dunphy – Modern Family - Jane Krakowski als Jenna Maroney – 30 Rock - Jane Lynch als Sue Sylvester – Glee - Sofía Vergara als Gloria Delgado-Pritchett – Modern Family - Betty White als Elka Ostrosky – Hot in Cleveland - Kristen Wiig als diverse personages – Saturday Night Live           |
| Mannelijke bijrol in een miniserie of televisiefilm (Outstanding Supporting Actor in a Miniseries or a Movie) | Vrouwelijke bijrol in een miniserie of televisiefilm (Outstanding Supporting Actress in a Miniseries or a Movie) |
| - Guy Pearce als Monty Beragon – Mildred Pierce - Paul Giamatti als Ben Bernanke – Too Big to Fail - Brían F. O'Byrne als Bert Pierce – Mildred Pierce - Tom Wilkinson als Joe Kennedy – The Kennedys - James Woods als Richard Fuld – Too Big to Fail                                                 | - Maggie Smith als Violet Crawley – Downton Abbey - Eileen Atkins als Maud Holland – Upstairs, Downstairs - Melissa Leo als Lucy Gessler – Mildred Pierce - Mare Winningham als Ida – Mildred Pierce - Evan Rachel Wood als Veda Pierce – Mildred Pierce                                                                 |

### Regie
| Regie van een dramaserie (Outstanding Directing for a Drama Series) | Regie van een komedieserie (Outstanding Directing for a Comedy Series) |
| --- | --- |
| - Boardwalk Empire (Aflevering: "Boardwalk Empire") – Martin Scorsese - Boardwalk Empire (Aflevering: "Anastasia") – Jeremy Podeswa - The Borgias (Aflevering: "The Poisoned Chalice / The Assassin") – Neil Jordan - Game of Thrones (Aflevering: "Winter Is Coming") – Tim Van Patten - The Killing (Aflevering: "Pilot") – Patty Jenkins | - Modern Family (Aflevering: "Halloween") – Michael Spiller - 30 Rock (Aflevering: "Live Show") – Beth McCarthy-Miller - How I Met Your Mother (Aflevering: "Subway Wars") – Pamela Fryman - Modern Family (Aflevering: "See You Next Fall") – Steven Levitan - Modern Family (Aflevering: "Slow Down Your Neighbors") – Gail Mancuso |
| Regie van een miniserie of televisiefilm (Outstanding Directing for a Miniseries, Movie or a Dramatic Special) | Regie van een variété-, muziek- of komedieshow (Outstanding Directing for a Variety, Music, or Comedy Series) |
| - Downton Abbey (Aflevering: "Part 1") – Brian Percival - Carlos – Olivier Assayas - Cinema Verite – Shari Springer Berman en Robert Pulcini - Mildred Pierce – Todd Haynes - Too Big to Fail – Curtis Hanson | - Saturday Night Live – Don Roy King - American Idol – Gregg Gelfand - The Colbert Report – James Hoskinson - The Daily Show with Jon Stewart – Chuck O'Neil - Late Show with David Letterman – Jerry Foley |

### Scenario
| Scenario voor een dramaserie (Outstanding Writing for a Drama Series) | Scenario voor een komedieserie (Outstanding Writing for a Comedy Series) |
| --- | --- |
| - Friday Night Lights (Aflevering: "Always") – Jason Katims - Game of Thrones (Aflevering: "Baelor") – David Benioff en D.B. Weiss - The Killing (Aflevering: "Pilot") – Veena Sud - Mad Men (Aflevering: "Blowing Smoke") – Andre Jacquemetton en Maria Jacquemetton - Mad Men (Aflevering: "The Suitcase") – Matthew Weiner | - Modern Family (Aflevering: "Caught in the Act") – Steven Levitan en Jeffrey Richman - 30 Rock (Aflevering: "Reaganing") – Matt Hubbard - Episodes (Aflevering: "Episode Seven") – David Crane en Jeffrey Klarik - Louie (Aflevering: "Poker/Divorce") – Louis C.K. - The Office (Aflevering: "Goodbye Michael") – Greg Daniels |
| Scenario voor een miniserie of televisiefilm (Outstanding Writing for a Miniseries, Movie or a Dramatic Special) | Scenario voor een variété-, muziek- of komedieshow (Outstanding Writing for a Variety, Music, or Comedy Special) |
| - Downton Abbey – Julian Fellowes - Mildred Pierce – Todd Haynes en Jon Raymond - Sherlock: A Study in Pink – Steven Moffat - Too Big to Fail – Peter Gould - Upstairs, Downstairs – Heidi Thomas | - The Daily Show with Jon Stewart - The Colbert Report - Conan - Late Night with Jimmy Fallon - Saturday Night Live |